# Hirtzbach
Hirtzbach je francouzská obec v departementu Haut-Rhin v regionu Grand Est. V roce 2014 zde žilo 1 403 obyvatel.

## Poloha obce
Sousední obce jsou: Altkirch, Carspach, Fulleren, Hindlingen, Hirsingue a Largitzen.

## Vývoj počtu obyvatel
Počet obyvatel